# 邁亞密國際機場旅客捷運系統
邁亞密國際機場旅客捷運系統（英語：MIA Mover）是在美国佛罗里达州迈阿密都會區邁亞密國際機場（MIA）營運的自動旅客捷運系統（APM），於2011年9月9日啟用。邁亞密國際機場旅客捷運系統是用於快速運送陸側（機場禁區外區域）的乘客來往邁亞密國際機場的主要客運大樓和邁阿密機場站及租車中心（邁阿密綜合運輸中心（MIC）的一部分）。邁亞密國際機場旅客捷運系統是機場内三個獨立的旅客捷運系統的其中一個，其餘的是天空列車（在D大堂裏營運）和連接E大堂的衛星建築的旅客捷運系統。